# Thuidium strangulatum
Thuidium strangulatum là một loài rêu trong họ Thuidiaceae. Loài này được P. de la Varde mô tả khoa học đầu tiên năm 1939.
Danh pháp khoa học của loài này chưa được làm sáng tỏ. 